# Umberto Bozzini
Umberto Bozzini (Lucera, 8 luglio 1876 – 1921) è stato un avvocato, poeta e drammaturgo italiano.

## Biografia
Nasce a Lucera l'8 Luglio 1876 da Costanza De Peppo e Generoso Bozzini, apprezzato chirurgo e naturalista, si forma al Liceo R. Bonghi e si laurea in legge a Napoli. Coltiva con passione gli studi letterari, storici e mitologici e scrive liriche per alcuni giornali di provincia, da cui già si rilevano le sue qualità letterarie.
La tragedia Fedra riscuote grande successo sin dalla prima rappresentazione al Teatro Valle di Roma (23 ottobre 1909, protagonista Italia Vitaliani), viene considerato un vero e proprio caso letterario, non regionale, definita “perfetta” da Ferdinando Martini, che fu ministro dell'Istruzione del primo governo Giolitti, critico e "brillante letterato toscano" (Guido Manacorda), fervido ospite di grandi firme sulle riviste da lui dirette (Carducci, Verga, Giacosa, Serao, Capuana...). L'omonima opera drammaturgica di Gabriele D'Annunzio, alla prima rappresentazione al Teatro Lirico di Milano mesi prima (9 apr.1909), segnò invece un certo insuccesso di critica e di pubblico in rapporto alla grandezza del nome; la seconda rappresentazione, al Teatro Argentina di Roma (25 maggio), ebbe migliore accoglienza "non troppo calorosamente" (D. Oliva).
D'annunzio affrettò in pochi giorni la stesura finale della sua "Fedra" per battere sul tempo la messa in scena dell'opera di Bozzini, trovandosi in dissesto finanziario e avendo avuto probabilmente in mano il copione passato dagli stessi impresari, i coniugi Mario Fumagalli e Teresa Franchini, cui si era rivolto Bozzini. Nell'estate del 1908 il copione (Bozzini vi aveva lavorato per cinque anni) era stato proposto ai coniugi e impresari, fu stipulato il contratto per la messa in scena e versato un contributo spese di quattromila franchi dal cognato di Bozzini. Nel febbraio del 1909, improvvisamente nell'imminenza della rappresentazione, viene disdetto il contratto e restituita la somma a Bozzini da parte dei coniugi impresari, con la motivazione che avrebbero messo in scena la "Fedra" del grande Vate, fresca di stesura da pochi giorni. Da uno studio delle lettere scritte da Bozzini (Biblioteca Comunale di Agnone) al pedagogista Luigi Gamberale, che come preside-rettore lo ebbe allievo, emergono attraverso lo sfogo e il racconto i particolari della vicenda. Bozzini definisce "coppia criminale" gli impresari, accusa D'Annunzio di plagio e sporge denuncia alla magistratura. L'azione giudiziaria tuttavia non prosegue per forti pressioni dall'alto (esponenti politici tra cui A. Salandra - collegio elettorale Lucera), così il giovane Bozzini viene convinto a desistere dalla rivendicazione.
La rivelazione del caso Bozzini così è descritta da Domenico Oliva, critico letterario-teatrale, nelle sue «Note letterarie» del Giornale d'Italia, appena "Fedra" fu pubblicata.
Tra le altre opere: Manfredi, Il Cuore di Rosaura (duecento repliche a Torino nel 1914), Ritmo Antico, Georgica, tutte rappresentate dalle più celebri compagnie di teatro del tempo. Scrisse anche un soggetto cinematografico, La vittoria di Amore, cinematografia drammatico-fantastica in diciotto quadri.
Muore il 24 luglio 1921 dopo un anno di sofferenze e negli ultimi mesi ormai incosciente.
Nella città natale di Lucera è stato istituito nel 2014 il Premio Nazionale Letterario "Umberto Bozzini che include oggi diversi generi: poesia, narrativa, teatro, arti visive. Un precedente concorso, durato solo qualche anno, risale al 1970 come 1º Concorso Nazionale di Poesia “U. Bozzini".
In occasione del centenario della prima rappresentazione della "Fedra" è stata pubblicata l'opera omnia.

## Fedra in teatro e al cinema
Resta negli annali del teatro italiano la rappresentazione della Fedra di Bozzini al Teatro Valle di Roma nel 1909 (23 ottobre), tanto che il critico teatrale Domenico Oliva le dedicò ben 33 pagine del suo libro Il teatro in Italia nel 1909. La Compagnia di Italia Vitaliani comprendeva gli attori Oreste Gherardini, Ciro Galvani, Carlo Duse, Paola Pezzaglia, Ubaldo Pittei, Giulia Fortuzzi Podda, Mario Fantini, Zoe Merkel. 
Nello stesso anno Italia Vitaliani portò anche sul grande schermo la tragedia con gli stessi attori (sicuramente i primi tre). Oreste Gherardini ne fu interprete e regista.